# Sozialimperialismus
Der Begriff Sozialimperialismus wurde von dem deutschen Historiker Hans-Ulrich Wehler geprägt und bezeichnet eine Imperialismustheorie, die neben den Erklärungsversuchen Mommsens und Lenins zu den wichtigsten Theorien zählt, die das imperialistische Streben der industriellen Großmächte im 19. Jahrhundert beschreiben und begründen sollen.

## Definition und Hintergrund
Die Sozialimperialismustheorie versteht die imperialistischen Bestrebungen als ein politisches Konzept, mit dem von den innenpolitischen Problemen eines Staates, verursacht durch die Herrschaft einer privilegierten Minderheit über eine benachteiligte Mehrheit, mittels außenpolitischer Erfolge abgelenkt werden soll. Der Sozialimperialismus unterstreicht demnach den Primat der Innenpolitik, indem er innenpolitische Problemlösungen vermeidet und durch das außenpolitische Ziel, im Wettbewerb mit anderen expandierenden Nationen sein Territorium zu vergrößern, ersetzt. Eine Möglichkeit für effektive Außenpolitik wurde zum Beispiel darin gesehen, dass neue wirtschaftliche Absatzmärkte in Kolonien geschaffen wurden und über Auswanderung ein Ventil für die im Mutterland überschüssige Bevölkerung – zwischen 1814 und 1914 verdreifachte sich die europäische Bevölkerung – geöffnet wurde, damit sie dort Beschäftigung in der Siedlungstätigkeit finde. Das heißt, dass die innenpolitischen Missstände kanalisiert und exportiert wurden. Dazu äußerte sich 1858 Johann Karl Rodbertus kritisch, indem er in der Weltpolitik vor allem Wachstumspolitik sah: „Jeder auswärtige Markt gleicht daher einer Vertagung der sozialen Frage.“ Auch die Aussicht, dem Proletariat die Chance zu bieten, sich durch die Abgrenzung von rassisch „Minderwertigen“ aufgewertet zu fühlen und dadurch den Klassenkampf im Inneren zu mäßigen, ist eine Komponente des Sozialimperialismus.
Für Hannah Arendt sind die imperialistischen „Lösungen“ insgesamt Rettungsversuche zum Erhalt nicht mehr zu rechtfertigender politischer Zustände. Denn zur wirklichen Lösung der bereits am Ende des 19. Jahrhunderts deutlich überalterten sozialen und politischen Strukturen habe es dann zweier Weltkriege bedurft.

## Sozialimperialismus in bolschewistischer und maoistischer Ideologie
In den Ideologiekonzepten der Bolschewiki in Russland und der Maoisten in China spielte die Sozialimperialismustheorie eine propagandistisch wichtige Rolle: Der Imperialismus wurde als höchste Form des Kapitalismus angesehen, nach der „die Ablösung der Konkurrenz durch das Monopol“ der „ökonomische Grundzug“ sei (W.I. Lenin, Der Imperialismus und die Spaltung des Sozialismus). Nach der weiteren Definition schließt dies auch die Ausprägung des Sozialimperialismus mit ein, da dieser ein Charakteristikum für „absterbenden Kapitalismus“ sei (ebenda).
Die schlechten Beziehungen zwischen der VR China und der UdSSR führten späterhin seitens der Maoisten aus China dahin, dass der Begriff „Sozialimperialismus“ auch auf die sozialistische UdSSR angewandt wurde, da die expansiven Bestrebungen der Sowjetunion durchaus den Charakter
sozialimperialistischer Pläne hatten.

## Theorie des Sozialimperialismus nach Wehler
Hans-Ulrich Wehler entwickelte die Theorie des Sozialimperialismus ab Ende der 1960er Jahre. Diese sei eine „Strategie herrschender Eliten, [...] die Dynamik der Wirtschaft und der sozialen und politischen Emanzipationskräfte in die äußere Expansion zu leiten, von den inneren Mängeln des sozialökonomischen und politischen Systems abzulenken und durch reale Erfolge seiner Expansion [...] zu kompensieren.“
Die sozialimperialistische Strategie der Reichsregierung habe, so Wehler, auf der Annahme basiert, dass eine expansive Außenpolitik zu wirtschaftlicher Prosperität führen würde. Dieser Faktor habe innenpolitisch dazu beitragen sollen, Veränderungen des traditionellen Sozialgefüges zu verhindern (konservative Utopie). Wehler ging dabei zunächst von der Politik des deutschen Reichskanzlers Bismarck zwischen 1870/71 bis 1890 aus. Später erweiterte er seine Theorie auch auf die Phase der deutschen „Weltpolitik“ von 1897 bis 1914/18, bei der die Ablenkung von inneren Spannungen allerdings eher durch eine Steigerung des nationalen Prestiges erfolgt sei als durch wirtschaftlichen Erfolg.
Wehler räumte gleichwohl ein, dass die Strategie des Sozialimperialismus letztlich gescheitert sei: Die expansive Außenpolitik Deutschlands sei weder wirtschaftlich noch politisch erfolgreich gewesen und habe deshalb keine dauerhafte Ablenkung von innenpolitischen Problemen schaffen können.
In der wissenschaftlichen Diskussion gilt die Theorie des Sozialimperialismus heute als kaum tragfähige Gesamtinterpretation der von Deutschland betriebenen imperialistischen Politik. Kritisiert wird etwa, dass die Zwänge, denen die deutsche Reichsregierung in innen- wie außenpolitischer Hinsicht unterlag, nicht angemessen berücksichtigt werden. So bleibe der Einfluss der imperialistisch orientierten Agitationsverbände (z. B. Alldeutscher Verband und Deutscher Flottenverein), die starken öffentlichen Druck auf die Regierung ausübten, nebensächlich. Außerdem wird auf die verschwindend geringe wirtschaftliche Bedeutung der Kolonialpolitik hingewiesen. Eine „kohärente und von breiter Zustimmung getragene ‚imperiale Kultur‘“ sei in Deutschland nicht entstanden.
Kritiker bemängeln ferner, dass Wehlers Theorie die unterschiedlichen Ideologien, die den Imperialismus mitbegründet und angetrieben haben, unbeachtet lässt.

## Sozialimperialismus der Vereinigten Staaten
In anderen Schriften nennt Hans-Ulrich Wehler die USA als sozialimperialistisch agierendes Land und bezieht sich auf die Zeit der „ersten Kubakrise“ von 1895 bis 1898.

Kuba stand damals noch unter der Herrschaft der Spanischen Krone – eine konstitutionelle Monarchie – und war der größte Zuckerlieferant der USA. Zur Zeit der kubanischen Revolution im Jahr 1895 war die Insel von Rebellen (Guerilla) immer wieder in Aufruhr versetzt worden. Amerika sah dem Geschehen in seiner unmittelbaren Nähe jedoch zunächst gelassen zu. Solange der Zuckerimport noch aufrechterhalten werden konnte, dachte die amerikanische Regierung nicht daran, sich zwischen die Fronten von Spanien und Aufständischen zu stellen. Dann habe sich aber die Außenpolitik im Sinne des Sozialimperialismus entwickelt. Denn als die Aufständischen begannen, Zuckerrohrplantagen und Zuckermühlen zu zerstören, was den Export von Zucker zum Erliegen brachte, dachte Amerika an eine Einmischung.

Dieses Beispiel könne deshalb als sozialimperialistisches Handeln angesehen werden, weil zeitgleich in den USA sämtliche Zeitungen der „Yellow Press“ alle Erfolge der aufständischen  Kubaner feierten und somit auch die Zurückhaltung der Regierung lobten. Das habe sich erst geändert, als der eigene Vorteil in Gestalt des stetigen Zuckerimports nicht mehr gegeben war und ein Einschreiten der Vereinigten Staaten zur beruhigenden Wiederherstellung der vormaligen Zustände notwendig erschien.

## Situation in Großbritannien
Hannah Arendt sieht es vor allem in Großbritannien in der zweiten Hälfte des 19. Jahrhunderts zu einem  Bündnis zwischen Kapital und Mob kommen, das sich in Übersee verwirklicht habe. Zur Erklärung folgt sie der Analyse Rosa Luxemburgs, wenn sie feststellt, dass „die kapitalistische  Produktion von Anbeginn in ihren Bewegungsformen und -gesetzen auf die gesamte Erde als Schatzkammer der Produktionskräfte berechnet“ gewesen sei. Das sich aus der expandierenden Produktion ergebende Kapital, das im Inland keine Anlagemöglichkeiten mehr fand, also „überflüssig“ wurde, weil es keine sinnvolle gesellschaftliche Funktion mehr hatte, sei exportiert worden und habe so die Bourgeoisie davor bewahrt, parasitär zu werden. Parallel dazu haben das Bevölkerungswachstum und die kapitalistische Entwicklung Menschen in permanente Arbeitslosigkeit gestoßen und menschlichen Abfall hervorgebracht.

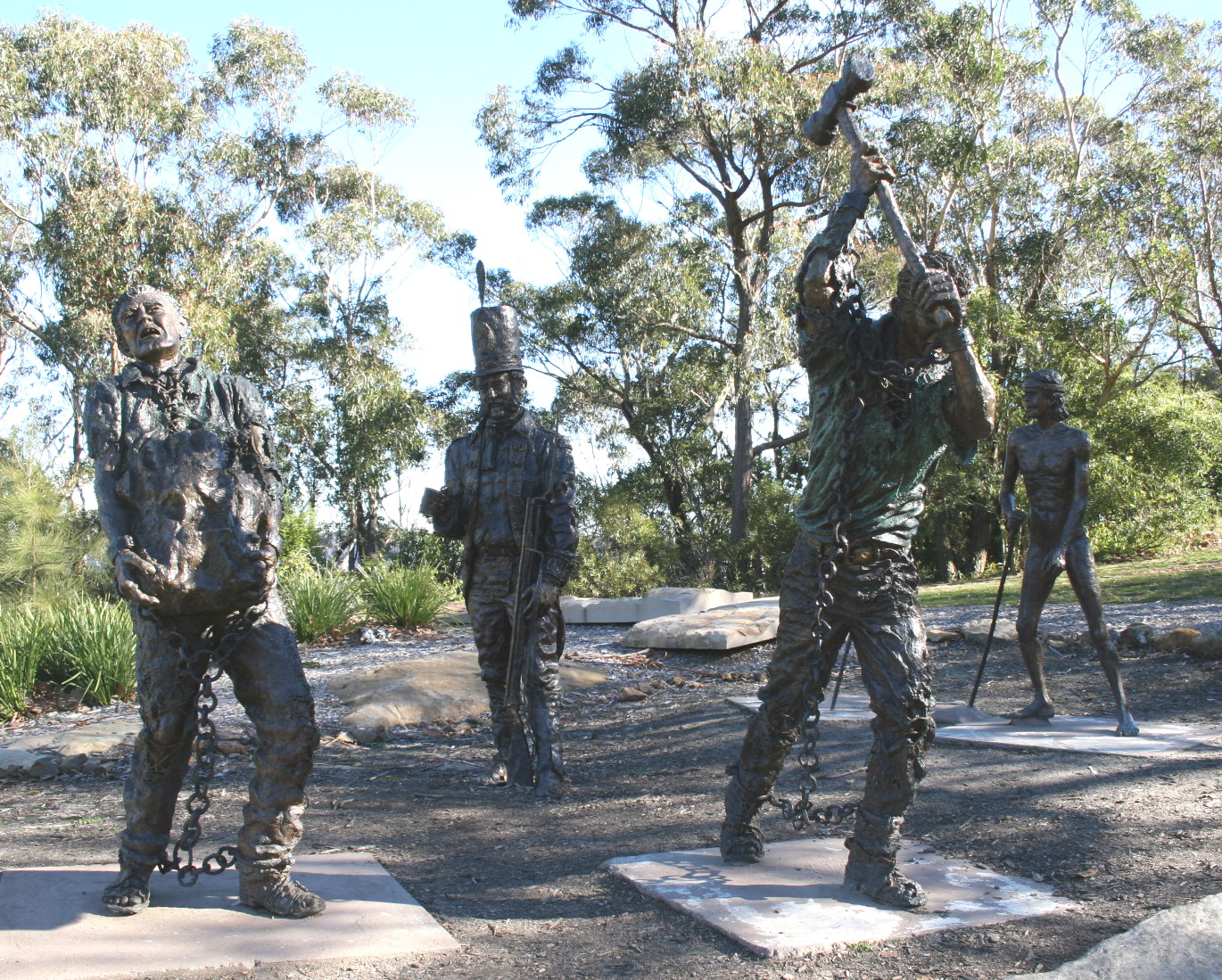
Australien: Lebensgroße Bronze-Plastiken zur Erinnerung an Sträflinge als Straßenbauer ab 1815 durch die Blue Mountains: zwei Sträflinge, engl. Soldat, zwei Aborigines (einer verdeckt). Ort: Katoomba, unweit Echo-Point

 In diesem Zusammenhang hatte Cecil Rhodes gesagt, dass sich der Bürgerkrieg nur  vermeiden lasse, wenn man Imperialist würde. Nach H. Arendt boten sich für die Überflüssigen zunächst Individuallösungen in der Auswanderung an: „Weder Kanada noch Australien noch die Vereinigten Staaten hätten ohne sie bevölkert werden können.“
Südafrika sei in anderem Sinne zu einem ersten „Treibhaus des Imperialismus“ geworden: „Seite an Seite mit dem Kapital zogen aus industriell entwickelten Ländern die Goldgräber, die Abenteurer, der Mob der großen Städte in den dunklen Erdteil. Und von nun an begleitete der Mob, erzeugt von der ungeheuren Akkumulation des Kapitals im 19. Jahrhundert, seinen Erzeuger auf allen seinen abenteuerlichen Entdeckungsreisen, bei denen es nichts zu entdecken gab als profitable Anlagemöglichkeiten.“ So sei das Zeitalter des Imperialismus, das aus einem Überfluss an Geld und an Menschenkraft geboren worden sei, mit der Erzeugung von Waren angebrochen, die am wenigsten im Produktionsprozess gebraucht wurden, nämlich mit Gold und Diamanten. Das Bündnis von Kapital und Mob stünde „am Anfang aller konsequent imperialistischen Politik“. Dabei sei der Mob aus den Abfällen sämtlicher Klassen und Schichten zusammengesetzt gewesen und habe außerhalb der in Klassen gespaltenen Nation gestanden und sich durch „inhärente Verantwortungslosigkeit“ ausgezeichnet. Nur England habe das große Glück gehabt, „dies Bündnis auf seine überseeischen Besitzungen beschränken“ und so die eigene Nation vor Zerstörung bewahren zu können.

## „Das Heil und die Zukunft des Vaterlandes“: Sozialimperialismus in Frankreich

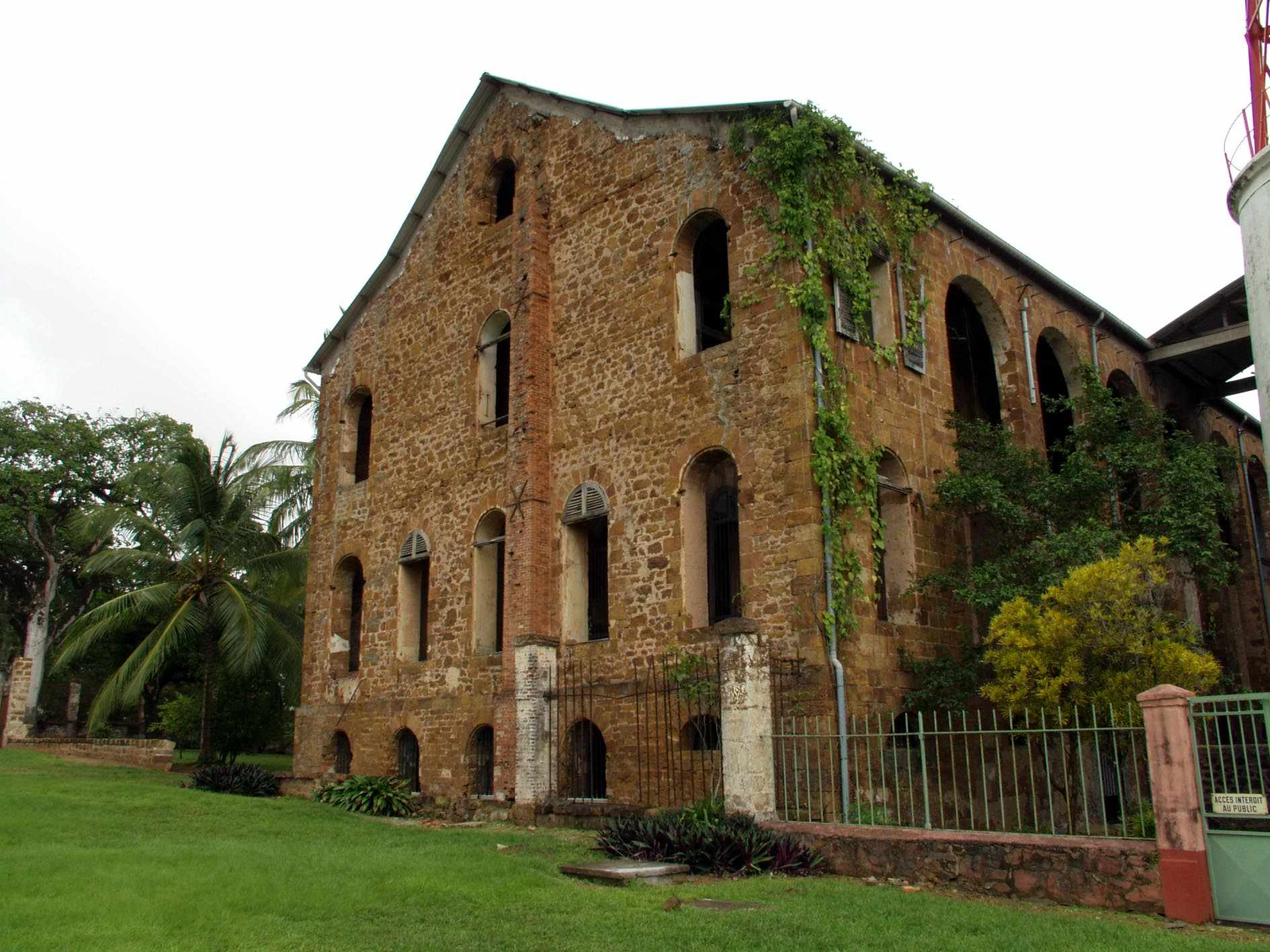
Zuchthausgebäude auf den Îles du Salut („Inseln des Heils“)

Olivier Le Cour Grandmaison  hat in seinem Buch La République impériale. Politique et racisme d’État (2009) Formen der französischen Variante des Sozialimperialismus analysiert.
Obwohl die demographische Entwicklung in Frankreich dem europäischen Wachstum nicht gefolgt ist, sei Frankreich von der Obsession des Erstickens durch zu viele Menschen heimgesucht worden und habe Abhilfe gesucht. Im Lebensraumgedanken habe der Sozialimperialismus Auswege für alle sozialen Probleme des Mutterlandes, der Metropole, gesucht und sozialhygienische Vorstellungen entwickelt. Einer der führenden Kolonialtheoretiker – Joseph Chailley-Bert (1854–1928) – habe sie in seinem Buch Le rôle social de la colonisation (1897) entwickelt. Sozialhygiene und Strafrechtspolitik seien im Zusammenhang mit der kolonialen Entwicklung zum Gegenstand wissenschaftlicher Forschung  geworden, für die eigens den Kolonien gewidmete Einrichtungen geschaffen wurden. Afrika galt dabei als favorisiertes Gebiet, weil es als geschichtsloser und deshalb unschuldiger Kontinent angesehen wurde, aus dem ein „ökonomisches und politisches Labor, eine echte Versuchsbasis“ für neue Chancen des „Heils“ zu machen wäre. Nach dem Vorbild Englands sollten vor allem für die „Ungeeigneten“, die „Undisziplinierten“, strafrechtlich rückfällig Gewordenen, für den menschlichen „Abfall“ und „Zurückgebliebene“ so genannte dépotoirs – französisch für „Müllabladeplätze“, ein damals geläufiger Begriff – ausfindig gemacht werden. Dabei wurde in der Auswanderung eine doppelte Reinigungsmöglichkeit gesehen: Für Frankreich wirke sie sozial, auf die Betroffenen individuell, denn aus den bis dahin für die Metropole Schädlichen würden in Französisch-Guyana, Afrika, in Indochina oder in Neu-Kaledonien unternehmungsfreudige Kolonisatoren, die neue Welten aufbauen würden. (Vgl. dazu für Australien: First Fleet.)
Moralismus und sozialhygienische Gedanken seien ineinander übergegangen und hätten zu einem Werk gemeinsamer Gesundheitsfürsorge beigetragen. Dabei sei es um die Verwirklichung der Vorstellung von „la ‚Plus Grande France‘“, des „größeren Frankreich“,  gegangen. Auch Juristen wie der an der „Akademie der Kolonialwissenschaften“ wirkende Arthur Girault (1865–1931) übten nachhaltigen Einfluss aus. Für Girault (1895) boten die Kolonien einen „kostbaren Abfluss“: „Wenn die Kunst des Regierens darin besteht, jeden an den für ihn bestimmten Platz zu setzen, dann besteht wahrscheinlich die delikateste Regierungsaufgabe darin, für die abenteuerlichen, unzufriedenen und undisziplinierten Geister eine Beschäftigung zu finden.“